# Canton de Bourg-en-Bresse-Nord-Centre
Le canton de Bourg-en-Bresse-Nord-Centre est une ancienne division administrative française, située dans le département de l'Ain en région Auvergne-Rhône-Alpes.

## Histoire

Localisation du canton dans l'Ain avant 2015

Le canton est créé par le décret du 25 janvier 1982, formé d'une fraction de la commune de Bourg-en-Bresse.
Par le décret du 13 février 2014, le canton est supprimé à compter des élections départementales de mars 2015, en application de la loi du 17 mai 2013 prévoyant le redécoupage des cantons français.

## Administration
| Période   | Période   | Identité            | Étiquette    | Qualité                                                               |
| --------- | --------- | ------------------- | ------------ | --------------------------------------------------------------------- |
| mars 1982 | mars 2001 | Paul Morin          | UDF-Radical  | Principal de collège Maire de Bourg-en-Bresse (1989 à 1995)           |
| mars 2001 | mars 2008 | Christophe Feillens | UDF puis UMP | Conseiller municipal de Bourg-en-Bresse                               |
| mars 2008 | 2015      | Guillaume Lacroix   | PRG          | Adjoint au maire de Bourg-en-Bresse Vice-président du Conseil général |

## Composition
Le canton de Bourg-en-Bresse-Nord-Centre comprenait une fraction de la commune de Bourg-en-Bresse. Il comptait 12 593 habitants (population municipale) au 1er janvier 2012.
| Nom                         | Code Insee | Intercommunalité                | Population (dernière pop. légale)               |
| --------------------------- | ---------- | ------------------------------- | ----------------------------------------------- |
| Bourg-en-Bresse (chef-lieu) | 01053      | CA du Bassin de Bourg-en-Bresse | Fraction : 12 593(2012) Commune : 40 967 (2014) |

## Démographie
| 1982 | 1990   | 1999   | 2006   | 2011   | 2012   |
| ---- | ------ | ------ | ------ | ------ | ------ |
| -    | 13 408 | 12 617 | 12 814 | 12 505 | 12 593 |